# Mary Gu
Marija Vjačeslavovna Gusarova (rusky Мария Вячеславовна Гусарова; * 17. srpna 1993, Pochvistněvo, Samarská oblast, Ruská federace) vystupující pod pseudonymem Mary Gu, je ruská zpěvačka a blogerka.

## Životopis
Marija Gusarova se narodila 17. srpna 1993 v oblasti Samara ve městě Pochvistněvo v Samarské oblasti. Její hudební nadání se projevovalo již od raného dětství. Podle jejího vyjádření vše začalo písní Celine Dion z filmu Titanic Bylo ji tehdy 4 nebo 5 let.
Když vyšel film Titanic, tak jsem celý den chodila po domě a pobrukovala si píseň od Celine Dion a moje babička, která to viděla i slyšela, mi koupila první hudební nástroj, abych mohla hrát něco jednoduchého a o rok později mě přihlásili do hudební školy.
Zpočátku na hudební škole studovala hru na klavír, později se věnovala zpěvu ve stylu pop-jazz.
V důsledku toho jsem na hudební škole studovala déle než na všeobecné škole – celkem 12 let: 7 let hru na klavír a dalších 5 let pop-jazz.
Po absolvování všeobecné školy se přestěhovala do Samary, kde začala studovat na vyšší odborné škole Samarského státního institutu kultury a po 4 letech zde absolvovala.
Pod pseudonymem Mary Gu zveřejnovala převzaté populární písně, přičemž v této oblasti dosáhla významné popularity a kromě toho se zaobírala i vlastní uměleckou tvorbou.
Marija Gusarova se účastnila výběrového řízení na post zpěvačky v dívčí skupině Serebro a také to zkoušela v televizním pořadu Golos (Гoлoс), ale v obou případech nebyla úspěšná.
Převzatá písnička „Bezumije“ (Безумие) od zpěváka vystupujícího pod přezdívkou LSP (ЛСП) se stala průlomem v její kariéře, díky níž se stala populární. Začátkem roku 2017 se přestěhovala do Petrohradu.
V roce 2018 vyšlo zpěvačce první minialbum s názvem „Grustnyj motiv“ (Грустный мотив) a obsahovalo 4 písně. 27. září roku 2018 vyšla její první samostatná píseň s názvem „Aj-Petri“ (Ай-Петри). Tuto píseň napsala a nazpívala se zpěvákem Serjožem Dragnim.

V březnu 2020 vyšlo pod hlavičkou Warner Music Russia její první studiové album s názvem „Disnej“ (Дисней) a k titulní písni alba byl natočen videoklip. 7. srpna 2020 vydala samostatnou píseň Něžnosť (Нежность), jejíž refrén převzala ze stejnojmenné populární písně od zpěvačky MakSim vydané po roce 2000.
Idea písně „Něžnosť“ se zrodila při práci ve studiu, kdy se mi refrén nečekaně objevil v paměti při nápěvu a zaujal mne ten nápad. Ke tvorbě MakSim přistupuji s příjemnou nostalgií. Začala jsem ji poslouchat již jako školačka a její písničky se mi velmi líbily. Jedna z mých oblíbených byla právě píseň „Něžnosť“. Imponuje mi trend dávat nový dech starým hitům.
V roce 2021 na začatku března za píseň „Ne vljubljajsja“ (Не влюбляйся) obdržela platinovou desku.
V prosinci 2021 byl zpěvačce a jejímu producentovi na 3 roky zakázán vstup na Ukrajinu kvůli návštěvě Krymu v různých letech.

## Osobní život
V srpnu roku 2018 se provdala za Dmitrije Bogojavlenského.

## Diskografie

### Studiová alba
| Název           | Překlad | Podrobnosti                                                                               | Odkaz |
| --------------- | ------- | ----------------------------------------------------------------------------------------- | ----- |
| Disnej (Дисней) |         | - Vydáno: 12. března 2020 - Vydavatel: Warner Music Russia - Formát: digitální distribuce | odkaz |

### Minialba EP
| Název                                   | Překlad        | Podrobnosti                                                                              | Odkaz |
| --------------------------------------- | -------------- | ---------------------------------------------------------------------------------------- | ----- |
| Grustnyj motiv (‎Грустный мотив)         | Smutný motiv   | - Vydáno: 17. září 2018 - Vydavatel: Klever Label - Formát: digitální distribuce         | odkaz |
| Chorošeje i plochoje (Хорошее и плохое) | Dobré a špatné | - Vydáno: 1. dubna 2021 - Vydavatel: Warner Music Russia - Formát: digitální distribuce  | odkaz |
| Plochoje i chorošeje (Плохое и хорошее) | Špatné a dobré | - Vydáno: 22. dubna 2021 - Vydavatel: Warner Music Russia - Formát: digitální distribuce | odkaz |

### Samostatné písně
| rok  | název                                                     | Překlad písně                 | poznámka                                                                                    |
| ---- | --------------------------------------------------------- | ----------------------------- | ------------------------------------------------------------------------------------------- |
| 2018 | Aj-Petri (Ай-Петри) (s Dragni ’Драгни’)                   |                               | digitální distrubuce, vydáno 26. září 2018 odkaz                                            |
| 2018 | Ja ne proščaju (Я не прощаю)                              | Neodpouštím                   | digitální distrubuce, vydáno 11. prosince 2018 odkaz                                        |
| 2019 | Papa (Папа)                                               | Táta                          | digitální distrubuce, vydáno 18. února 2019 odkaz                                           |
| 2019 | Magnolija (Магнолия)                                      |                               | digitální distrubuce, vydáno 21. května 2019 odkaz                                          |
| 2019 | 17                                                        |                               | digitální distrubuce, vydáno 13. června 2019 odkaz                                          |
| 2019 | Svežie rany (Свежие раны) (s ASAMMUELL)                   | Čerstvé rány                  | digitální distrubuce, vydáno 14. srpna 2019 odkaz                                           |
| 2019 | Ty moja slabosť (Ты моя слабость)                         | Jsi moje slabost              | digitální distrubuce, vydáno 6. září 2019 odkaz                                             |
| 2019 | Grustnyj Novyj god (Грустный Новый год)                   | Smutný nový rok               | digitální distrubuce, vydáno 11. prosince 2019 odkaz                                        |
| 2020 | Pjanyj romantik (Пьяный романтик)                         | Opilý romantik                | digitální distrubuce, vydáno 5. června 2020 odkaz                                           |
| 2020 | Nežnosť (Нежность)                                        | Něžnost                       | digitální distrubuce, vydáno 7. srpna 2020. Převzatá píseň «Нежность» zpěvačka МакSим odkaz |
| 2020 | Asteroid (Астероид)                                       | Planetka                      | digitální distrubuce, vydáno 25. září 2020 odkaz                                            |
| 2020 | Ne vljubljajsja (Не влюбляйся)                            | Nezamiluj se                  | digitální distrubuce, vydáno 20. listopad 2020 odkaz                                        |
| 2021 | Kosički (Косички)                                         | Copánky                       | digitální distrubuce, vydáno 5. března 2021 odkaz                                           |
| 2021 | Ja v momente 2 (я в мoменте 2)                            | Já v okamžiku                 | digitální distrubuce, vydáno 5. srpna 2021 odkaz (s Dzharakhov)                             |
| 2021 | Kislorod (Кислород)                                       | Kyslík                        | digitální distrubuce, vydáno 9. září 2021 odkaz                                             |
| 2021 | Cholodno ně budět (Холодно не будет)                      | Chladno nebude                | digitální distrubuce, vydáno 3. prosince 2021 odkaz (s Motom)                               |
| 2022 | Jesli v serdce živjot ljubov (Если в сердце живёт любовь) | Když žije ve tvém srdci láska | digitální distrubuce, vydáno 3. února 2022 odkaz                                            |
| 2022 | Ně pěregori (Не перегори)                                 | Nevyhořet                     | digitální distrubuce, vydáno 18. března 2022 odkaz                                          |
| 2022 | Děkuji (Спасибо)                                          | Děkuji                        | digitální distrubuce, vydáno 10. června 2022 odkaz (se zpěvákem Dose)                       |
| 2022 | Nevěsta (Невеста)                                         | Nevěsta                       | digitální distrubuce, vydáno 1. července 2022 odkaz                                         |

### Ceny a nominace
| od   | Cena                | Nominace                               | výsledek | odkaz         |
| ---- | ------------------- | -------------------------------------- | -------- | ------------- |
| 2020 | Cena OK (Премия OK) | Nové tváře. Hudba (Новые лица. Музыка) | Nominace | [ 15 ] [ 16 ] |

### Videoklipy
- Disnej (Дисней)
- Pjanyj romantik (Пьяный романтик)
- Ně vljubljajsja (Не влюбляйся)
- Asteroid (Астероид)
- Papa (Папа)
- Grustnyj Novyj god (Грустный Новый год)
- Bělaja vorona (Белая ворона) (hostující Loc-Dog)
- Kosički (Косички)
- +1 (+1)